# Tony Collins (historien)
Ne pas confondre avec le joueur de football Tony Collins.
Pour les articles homonymes, voir Collins.
Tony Collins, né à Hull en 1961, est un historien britannique spécialisé dans l'histoire du sport,.
Il est professeur émérite d'histoire à l'Université De Montfort, chercheur à l'Institute of Sports Humanities, et en 2018, il est professeur invité à l'Université des sports de Pékin.
Il a écrit plusieurs livres primés sur l'histoire du sport, est l'hôte du podcast historique Rugby Reloaded et contribue régulièrement à des émissions de télévision et de radio.

## Biographie
Tony Collins naît à Hull en 1961.
En 1999, son premier livre Rugby's Great Split, basé sur sa thèse de doctorat de 1996, remporte le prix Aberdare du livre d'histoire du sport de l'année. Il obtient à nouveau ce prix pour Rugby League in Twentieth Century Britain (2007), A Social History of English Rugby Union (2010) et The Oval World : A Social History of English Rugby Union (2016). A Social History of English Rugby remporte également le prix World in Union Book de 2015 pour le meilleur ouvrage universitaire sur le rugby à XV.
Outre l'histoire sociale du rugby à XIII et du rugby à XV, Collins écrit également sur l'essor mondial du sport dans des ouvrages tels que Sport in Capitalist Society (2013) et How Football Began : How the World's Football Codes Were Born (2018).
Il est président de la British Society for Sports History de 2001 à 2002 et rédacteur en chef de la revue universitaire Sport in History de 2001 à 2007.
En 2018, il lance le podcast historique Rugby Reloaded qui se penche sur l'histoire du rugby et des autres codes de football dans le monde. En 2020, il est nommé membre du tableau d'honneur de la Rugby Football League en reconnaissance de son travail d'historien de ce sport.
Il travaille comme consultant sur de nombreux programmes télévisés et radiophoniques, y compris la série « Sport and the British » de BBC Radio 4, la série « Football: A Brief History By Alfie Allen » sur History Channel, The Rugby Codebreakers de la BBC Cymru Wales, la série télévisée néo-zélandaise The Story of Rugby de 2019 et Shane Williams: Rugby Concussion and Me de 2020.
Il est membre du conseil d'administration ou du comité d'un certain nombre d'organisations publiques, notamment Rugby League Cares, le World Rugby Museum, le Hull Kingston Rovers' Community Trust, le panel d'historiens de l'English Football Hall of Fame du National Football Museum, et la région Yorkshire and Humber de l'Heritage Lottery Fund.

## Œuvre

### Monographies
- Rugby League: A People's History (2020), Scratching Shed  (ISBN 9781999333973).
- How Football Began: A Global History of How the World's Football Codes Were Born (2018), Routledge  (ISBN 9781138038745).
- The Oval World: A Global History of Rugby (2015), Bloomsbury  (ISBN 9781408831571).
- Sport in Capitalist Society (2013), Routledge  (ISBN 978-0-415-813556).
- A Social History of English Rugby Union (2009), Routledge  (ISBN 978-0-415-47660-7).
- Rugby League in Twentieth Century Britain (2006), Routledge  (ISBN 978-0-415-39615-8).
- Rugby's Great Split (2nd Revised Edition) (2006), Routledge  (ISBN 978-0-415-39617-2).
- Mud, Sweat and Beers: A Cultural History of Sport and Alcohol (written with Wray Vamplew) (2002), Berg  (ISBN 1-85973-558-4).
- Rugby's Great Split (1998), Frank Cass  (ISBN 0-7146-4354-8).

### Essais
- 1895 And All That (2009), Scratching Shed Publishing  (ISBN 978-0-9560075-9-9)[18].

### Éditions dirigées
- The Rugby World in the Professional Era (dir. avec John Nauright, 2017) Routledge  (ISBN 9781138665446).
- Sport as History: Essays in Honour of Wray Vamplew (2010), Routledge  (ISBN 978-0415575003).
- Encyclopedia of traditional British rural sports (dir. avec John Martin et Wray Vamplew, 2005), Routledge  (ISBN 0-415-35224-X).
- The Glory of their Times: crossing the colour line in rugby league (dir. avec Phil Melling, 2004), Vertical  (ISBN 978-1-904091-07-3).

### Conférences
- ’Ahr Waggy’ : Harold Wagstaff and the making of Anglo-Australian rugby league culture (2003), 5th Annual Tom Brock Lecture  (ISBN 0-7334-2154-7).